# Víctor Quintillà i Imbernon
Víctor Quintillà i Imbernon (Santa Coloma de Gramenet, 17 de juny de 1976) juntament amb la seva dona, la cap de sala i sommelier Mar Gómez, porta el restaurant Lluerna de Santa Coloma de Gramenet, distingit en la Guia Michelin 2013 Espanya i Portugal amb una Estrella Michelin. Ambdós són fills de Santa Coloma de Gramenet i des de l'any 2001 porten aquest restaurant.

## Formació
Quintillà va estudiar a l'Escola Muntaner d'Hostalatge i Restauració de Barcelona. El 1992 va treballar al Restaurant Gaudí com a segon de cuina i el mateix any va fer pràctiques professionals a l'Odissea de l'Empordà.
Durant tres anys esdevé el segon de cuina del restaurant Il Bellini (1995-1997) i el 1997 fa les pràctiques professionals al restaurant El Bulli. El 1999 va treballar al restaurant Reno, i també ha estat cap de cuina a diferents hotels.

## Reconeixements
- El 2010 va ser nominat a cuiner de l'any pel Fòrum Gastronòmic[1]
- El 2012 va ser escollit com a millor Jove cuiner per l'Acadèmia Catalana de Gastronomia i el seu restaurant va rebre la primera estrella de la Guia Michelin.[1]